# Yusuf I
Yusuf I of Abû al-Hajjâj an-Nyyar al-mu'wîd bi-llah Yûsuf ben Ismâ`îl (1318- 1354), was de zevende vorst van de Arabische Nasriden, de dynastie die het koninkrijk Granada regeerde. Hij was koning van 1333 tot 1354.
Met hem begon een bloeitijd voor het koninkrijk. Een aantal decoraties en uitbreidingen van het Alhambra worden aan hem toegeschreven, zoals de Puerta de la Justica van 1348.
Hij sloot een vierjarig bestand met Alfonso XI van Castilië, maar na afloop verbond hij zich met de Berberse Meriniden-dynastie die tijdens zijn voorganger en oudere broer Mohammed IV met Genuese steun opnieuw het Iberisch Schiereiland was binnengevallen door Gibraltar in te nemen. Ook met Aragon en Genua onderhield hij goede betrekkingen en hij bevorderde de handel met hen.
De aanwezigheid van de Meriniden op het schiereiland betekende een hernieuwde inmenging van de Marokkaanse sultans in Spaanse aangelegenheden en leidde opnieuw tot oorlog met Castilië. Nasriden en Meriniden werden in 1340 bij de Rio Salado verslagen en daarmee kwam een einde aan de Merinidische inmenging en kwam Granada alleen te staan. Yusuf verloor Algeciras in 1344 en Gibraltar in 1349 na een moeizame belegering, waarin Alfonso XI stierf ten gevolge van de pest.
Yusuf I werd door een lijfwacht vermoord tijdens het gebed in een moskee in Granada en opgevolgd door zijn zoon Mohammed V.